# Жіноча гімназія
Жіно́ча гімна́зія — навчальний заклад за часів Російської імперії для учениць виключно жіночої статі.
- Чернігівська жіноча гімназія — гімназія у Чернігові
- Жіноча гімназія Самойловської — гімназія у Черкасах на замовлення Самойловської
- Жіноча гімназія Городецького — гімназія у Черкасах, збудована в 1903—1905 роках польським архітектором Владиславом Городецьким.
- Кам'янець-Подільська Маріїнська жіноча гімназія — гімназія у Кам'янець-Подільському
- Кременчуцька жіноча гімназія — гімназія у Кременчуці
- Єлисаветградська жіноча гімназія